# Drosophila iki
Drosophila iki är en tvåvingeart som beskrevs av William Alanson Bryan 1934. Drosophila iki ingår i släktet Drosophila och familjen daggflugor.
Artens utbredningsområde är Hawaii.